# Digamasellidae
Digamasellidae är en familj av spindeldjur. Enligt Catalogue of Life ingår Digamasellidae i ordningen Mesostigmata, klassen spindeldjur, fylumet leddjur och riket djur, men enligt Dyntaxa är tillhörigheten istället ordningen kvalster, klassen spindeldjur, fylumet leddjur och riket djur. Enligt Catalogue of Life omfattar familjen Digamasellidae 3 arter. 
Kladogram enligt Catalogue of Life och Dyntaxa:
| Digamasellidae | \| \| Digamasellus \| \| \| \| \| \| Pontiolaelaps \| \| \| \| |
|                | \| \| Digamasellus \| \| \| \| \| \| Pontiolaelaps \| \| \| \| |
|                | Ameroseiidae                                                   |
|                |                                                                |
|                | Ascidae                                                        |
|                |                                                                |
|                | Dermanyssidae                                                  |
|                |                                                                |
|                | Eviphididae                                                    |
|                |                                                                |
|                | Gamasida                                                       |
|                |                                                                |
|                | Laelapidae                                                     |
|                |                                                                |
|                | Leptolaelapidae                                                |
|                |                                                                |
|                | Macrochelidae                                                  |
|                |                                                                |
|                | Macronyssidae                                                  |
|                |                                                                |
|                | Parantennulidae                                                |
|                |                                                                |
|                | Parasitidae                                                    |
|                |                                                                |
|                | Phytoseioidea                                                  |
|                |                                                                |
|                | Polyaspidae                                                    |
|                |                                                                |
|                | Rhinonyssidae                                                  |
|                |                                                                |
|                | Rhodacaroidea                                                  |
|                |                                                                |
|                | Sejidae                                                        |
|                |                                                                |
|                | Uropodidae                                                     |
|                |                                                                |
|                | Varroidae                                                      |
|                |                                                                |
|                | Digamasellus                                                   |
|                |                                                                |
|                | Pontiolaelaps                                                  |
|                |                                                                |

|  | Digamasellus  |
|  |               |
|  | Pontiolaelaps |
|  |               |